# Neorthacris acuticeps
Neorthacris acuticeps is een rechtvleugelig insect uit de familie Pyrgomorphidae. De wetenschappelijke naam van deze soort is voor het eerst geldig gepubliceerd in 1902 door Bolívar.